# Schulterbachtal
Das Schulterbachtal ist ein Naturschutzgebiet im Naturraum Steigerwald, das sich über eine Fläche von etwa 34 Hektar erstreckt. Es befindet sich in Rauhenebrach, einer Gemeinde im unterfränkischen Landkreis Haßberge. Das Gebiet liegt grob zwischen den Orten Fatschenbrunn im Norden und Theinheim im Süden. Die Ausweisung als Schutzgebiet erfolgte im Jahr 1990.

## Geographische Lage
Das Schutzgebiet besteht aus einem Teilbereich und befindet sich an der Westflanke des Mittelgebirges Steigerwald, das weitgehend mit dem Naturpark Steigerwald übereinstimmt. Nordöstlich des Schutzgebiets liegt Fatschenbrunn, südlich Theinheim und Falsbrunn, nordwestlich Fabrikschleichach, westlich Karbach und südwesentlich Untersteinbach. Ebenfalls nordöstlich liegt das Naturschutzgebiet Tretzendorfer Weiher. Das gesamte Gebiet gehört zum FFH-Gebiet Buchenwälder und Wiesentäler des Nordsteigerwalds sowie zum Vogelschutzgebiet Oberer Steigerwald. Durch das Schutzgebiet fließt der Schulterbach, ein Zufluss der Rauhen Ebrach. Außerdem ist das Gebiet Teil des Markertsgrüner Forst-Ost.

## Schutzgründe
Der Zweck des Naturschutzgebiets Schulterbachtal besteht darin, ein repräsentatives Wiesental im Steigerwald zu schützen und weiterzuentwickeln. Dieses Gebiet hat sich zu einem stabilen und ökologisch bedeutsamen Feuchtgebietskomplex entwickelt, der von besonderem Wert ist. Zudem soll der Lebensraum für die bestehenden Tier- und Pflanzengesellschaften, insbesondere für seltene Arten, gesichert werden. Dies dient der Erhaltung der biologischen Vielfalt, sowohl der Fauna als auch der Flora, in ihrer Gesamtheit.
Ein weiterer Schwerpunkt ist der unveränderte Erhalt des naturnahen Bachlaufs mit seiner spezifischen Fauna. Ebenso wichtig ist die Förderung des vielfältigen Grünlandmosaiks, das verschiedene Grünlandgesellschaften in unterschiedlichen Ausprägungen umfasst. Diese sollen nachhaltig erhalten und gefördert werden. Darüber hinaus liegt der Fokus auf dem Schutz der naturnahen Schwarzerlen- und Eschenwälder, die in ihrer typischen Artenzusammensetzung bewahrt und weiter gestärkt werden sollen.

## Flora und Fauna
Im Naturschutzgebiet Schulterbachtal wurden im Rahmen der Managementplanung für das FFH-Gebiet Buchenwälder und Wiesentäler des Nordsteigerwalds verschiedene Tierarten nachgewiesen. Der Helle Wiesenknopf-Ameisenbläuling ist im Gebiet vertreten, ebenso wie der Steinkrebs, für den drei Nachweise vorliegen. Die Habitatstrukturen wurden mit der Bewertung „B“ und die Population mit „C“ eingestuft. Ein Nachweis für das Bachneunauge fehlt, jedoch sind etwa vier Prozent der untersuchten Strecke als geeignetes Habitat für diese Art eingestuft. Weitere vorkommende Fischarten sind Bachforelle, Blaubandbärbling, Mühlkoppe und Rotauge. Zudem wurde der Kammmolch im Schutzgebiet nachgewiesen.
Im Naturschutzgebiet Schulterbachtal sind verschiedene Biotoptypen vertreten. Dazu zählen seggen- und binsenreiche Nasswiesen, Sümpfe sowie artenreiches Extensivgrünland, welches teilweise dem Lebensraumtyp 6510 zugeordnet wird. Großseggenriede außerhalb der Verlandungszone und vegetationsfreie Wasserflächen in nicht geschützten Gewässern sind ebenfalls Teil der Biotopstruktur. Darüber hinaus sind Borstgrasrasen kleinflächig an Waldrändern von Extensiv- und Feuchtwiesen im Naturschutzgebiet vorhanden.

## Gefährdung
Das Naturschutzgebiet ist verschiedenen Gefährdungen ausgesetzt, darunter Eutrophierung, die zu einer Verschlechterung der Wasserqualität und der Lebensräume führt. Verbuschung und Gehölzanflug bedrohen die Offenlandbereiche, während Ruderalisierung und das Vorkommen von Neophyten die typische Vegetation verändern können. Langjährige Brache und Veränderungen in der Artenzusammensetzung sowie der Vegetationsstruktur stellen ebenfalls Risiken dar. Weitere Beeinträchtigungen umfassen Bodenverdichtung, Gewässerabsenkungen, Wasserentnahme und das Vorkommen nicht standortheimischer Gehölze.